# Partido por la Igualdad de las Mujeres (Reino Unido)
El Partido por la Igualdad de las Mujeres (Women's Equality Party) con las siglas WE o WEP es un partido político del Reino Unido creado el 8 de marzo de 2015. Concebido por la periodista Catherine Mayer y la humorista Sandi Toksvig en el Festival Mundial de las Mujeres en 2015 tras concluir que era necesario un partido político en el Reino Unido para hacer campaña por la igualdad de género en beneficio de todos. La reunión impulsora fue el 28 de marzo de 2015 bajo el lema "el Partido de Igualdad de las Mujeres te necesita. Pero probablemente no tanto como tu necesitas al Partido de la Igualdad de las Mujeres" siguiendo una propuesta de Mayer. En julio de 2015 la periodista Sophie Walker asumió el liderazgo del partido.

## Historia
El 2 de marzo de 2015 la escritora y periodista Catherine Mayer animó un evento sobre "Mujeres en la política" en el Festival Mundial de las Mujeres (Purcell Room, Southbank Centro). La mesa redonda estuvo presidida por Jude Kelly (Directora Artística, Southbank Centro), y en ella participaron Katie Ghose (CEO, Sociedad de Reforma Electoral), Margot James (Partido Conservador), Stella Creasy (Partido Laborista Cooperativo) y Jo Swinson (Liberal Demócratas). Durante el debate Mayer se puso en pie y dijo "¿Que tal si fundo el Partido por la Igualdad de las Mujeres, después voy a ir al bar y cualquier persona interesada puede venirme a ver."
El 8 de marzo de 2015, en el mismo festival, la humorista Sandi Toksvig presentó un evento titulado "Sandi Toksvig's Mirth Control: Stand Up and Be Counted". Entrevistada por Jenni Murray en BBC Radio 4 en La hora de la mujer, Toksvig dijo, " tuve la fantasía de un gobierno de mujeres sin preocuparme de que partido venían pensé en Doreen Lawrence como nuestra Ministra de Interior. Te imaginas algo más maravilloso? Tuvimos a la paraolímpica Tanni Grey-Thompson como Ministra de Deportes, y les pedí que aportaran sugerencias prácticas. El mundo está en un estado lamentable, 9.1 millones de mujeres no votaron en las últimas elecciones,  necesitamos atraerlas, también necesitamos atraer al más de 7 millones de hombres que no votaron. La gente no participa en política porque no cree que las personas que están representan la diversidad de este país." Mayer telefoneó a Toksvig y acordaron convertirse en cofundadoras del partido.

### Primera reunión
La primera reunión del hasta entonces partido sin nombre se celebró el 28 de marzo de 2015. En ella participaron: Suzanne Moore quién anteriormente había estado en el Parlamento como candidata independiente, Sophie Walker quién habló sobre carreras y corresponsabilidad en la crianza de los hijos, Halla Gunnarsdóttir quien explicó la experiencia del Partido para la Igualdad de las Mujeres en Islandia (1983-2000) y Hannah McGrath quién hablado de las cuestiones prácticas de iniciar un partido. La reunión estuvo cubierta por el programa La hora de las mujeres y por la prensa, incluyendo la revista  Glamour y el London Evening Standard.

### Segunda reunión
Se celebró una segund reunión en el segunda reunión tuvo lugar en el Conway Sala, también en Londres, el 18 de abril de 2015, en la que intervinieron Sandi Toksvig, Mandy Colleran, Nimko Ali, Shabnam Shabazi, y Stella Duffy.
El 30 de abril de 2015, Toksvig anunció que dejaba su trabajo de la BBC Radio 4 para ayudar a organizar el nuevo partido político llamado Partido por la Igualdad de las Mujeres. Hablando en el Hay Festival en mayo, Toksvig informó que desde que había anunciado el movimiento en la BBC fue víctima de un significativo acoso en línea.

### Inscripción
El partido por la Igualdad de las Mujeres fue registrado en la Comisión Electoral el 20 de julio de 2015. El 22 de julio, se anunció que la periodista de Reuters Sophie Walker sería la primera líder del partido.

## Objetivos políticos
La declaración de objetivos del partido empieza diciendo con: "La igualdad para las mujeres no es una cuestión de mujeres, cuando las mujeres cumplen su potencial, todo el mundo se beneficia." Igualdad significa una mejor política, una economía más dinámica, una fuerza de trabajo que aprovecha el talento de toda la población y un Sociedad a gusto con ella misma".
Describiendo los seis objetivos Mayer dijo, " es un muy marco concreto, no pretendemos responder a lo que debería pasar en Ucrania, o intentando tener una plataforma sobre medio ambiente o cualquier otra cosa, estamos centradas en la agenda de la igualdad." Dirigente de partido Walker está de acuerdo, "no tendremos políticas en otros asuntos. Vamos a concentrarnos como un laser para avanzar en estos temas y daremos la bienvenida a personas de cualquier otro partido político que esté de acuerdo con nuestros valores de diversidad y inclusión para trabajar con nosotras." Aun así, Walker ha prometido que la definición de la utilización de la palabra "mujer" en el partido así como otras definiciones más detalladas del partido se realizaría con la consulta de los miembros.
Entre las primeras indicaciones de lo que se puede esperar de Walker está el pedir un sistema de cuotas para seleccionar a los parlamentarios en las próximas elecciones para lograr la igualdad de representación en la Cámara de los Comunes en 2025. Walker también pidió seis semanas pagadas con el 90% del sueldo para ambos padres después de tener una criatura. En el periódico Daily Mirror Toksvig declaró que el partido propone la reducción de costes del tribunal industrial de £ 1,000 a "£ 50 para aquellos que pueden pagarlo" con el fin de "empoderar a todas las mujeres a denunciar el sexismo en el trabajo."

### Lanzamiento
El partido lanzó su candidatura a las elecciones el 20 de octubre de 2015 en la Sala Conway.

### Conferencia política del partido
La conferencia política inaugural del Partido por la Igualdad de las Mujeres se celebró en Mánchester del 25 -día Internacional de lucha contra la violencia de género- al 27 de noviembre de 2016, con discursos de apertura de sus fundadoras Catherine Mayer y Sandi Toksvig.

## El nombre del partido
El nombre del partido fue "debatido y hablado en dos reuniones públicas". Al preguntar a Toksvig sobre por qué el partido lleva el nombre Partido por la Igualdad de las Mujeres y no Partido por la Igualdad señaló: "Porque hay un asunto importante, las mujeres son ciertamente desiguales.... Es hora de que las mujeres, finalmente, después de todos estos años, lo que es, casi cien años desde que finalmente obtuvimos el derecho al voto, es hora de que nos esforcemos y tomemos nuestro lugar igual en la sociedad". También declaró que el lema del partido es: "La igualdad es mejor para todo el mundo." Mayer también declaró " soy muy feliz con el nombre: todos los géneros se están uniéndo y espero que continúen. Más de la mitad del la población está viviendo en la desigualdad y esto es sin duda negativo para todo mundo, tanto desde la perspectiva económica como cultural."

## Elecciones
El partido no presentó candidatas en las elecciones generales de 2015 pero tiene planes para hacerlo en 2020.
Tras lograr la financiación el partido participó en varias elecciones elecciones municipales en Londres 2016 (Walker); elecciones al Parlamento escocés, en la región de Glasgow (Anne Beetham, Susan Mackay, Ruth Wilkinson, Calum Pastor, Penelope Haddrill, Carol Young) y la región deLothian (Lee Chalmers, Jennifer Royston, Catriona MacDonald y Abigail Herrmann); y en las elecciones de la Asamblea de Gales en Gales Del sur Central (Sharon Lovell, Emma Rose, Sarah Rees y Ruth Williams).
El partido ha recibido diversos apoyos, entre ellos los de Emma Thompson, Lily Allen, Hugh Quarshie, Tanya Moodie, Philippa Perry, Jack Monroe, Jo Brand, Rosie Boycott y Caitlin Moran.

### Resultados
El partido no logró escaños en ninguna de las elecciones. Walker obtuvo 53,055 votos (2.04%) en la primera ronda de votaciones a la alcaldía de Londres. Su resultado mejor fue en el Londres-lista ancha donde el partido acabó sexta con 91,772 votos (3.5%).
Anne Beetham obtuvo 2,091 votos (0.8%) en Glasgow y Lee Chalmers obtuvo 3,877 votos (1.2%) en Lothian. En general aquello dio al partido 5,968 votos, 0.3% del voto escocés.
Sharon Lovell, Emma Rose, Sarah Rees y Ruth Williams obtuvieron 2,807 votos, 1.2% del voto total en Gales Del sur Central.
El número total global de los votos alcanzados para el partido en Escocia, Gales y Londres fue de 350,000.

## Membresía y organizaciones locales
El primer día 1,300 personas se sumaron al partido con una cutoa de  £4 por mes. El 13 de octubre de 2015 se habían fundado 65 grupos locales y regionales y en julio de 2016 el partido informó que tenía 65,000 miembros.

 El WEP fue descrito como "el partido con mayor rapidez de crecimiento en el Reino Unido" en un artículo del  Daily Telegraph  sobre la campaña para las elecciones de mayo de 2016 para el ayuntamiento de Londres.